# São Pedro (Óbidos)
São Pedro is een plaats (freguesia) in de Portugese gemeente Óbidos en telt 1280 inwoners (2001).